# Зелимхан Яндарбиев
Зелимхан Абдулмуслимович Яндарбиев (на чеченски: Йандарбин Іабдул-Муслиман воl Зелимха) е чеченски политик, активен поддръжник на чеченския сепаратизъм. В периода 1996 – 1997 г. изпълнява длъжността председател на самопровъзгласилата се Чеченска република Ичкерия (ЧРИ).
Участва в бойните действия срещу руските войски. Обвинен в извършване на терористична дейност на територията на Русия. През 2001 година е обявен за международно издирване чрез Интерпол. Включен в списъка на терористите на ООН.
В съветските години се занимава с литературен труд (поезия, проза, драматургия), която продължава и в годините след обявяването на Чеченска Република Ичкерия, в която заема лидерски позиции и е един от идеолозите на чечнския сепаратизъм.

## Политическа дейност
- През май 1990 г. организира и оглавява Вайнахската демократическа партия (ВДП), целите на която са „създаване на нова независима държава“. След образуването на Общонационален конгрес на чеченския народ (ОКЧН), през ноември 1990 г. става заместник Председател на изпълкома на ОКЧН (за председател е избран Джохар Дудаев).

- В периода 1991 – 1993 г. е депутат в парламента на Чеченска Република Ичкерия, като е избран да оглави Комитета за свобода на словото. Изявява се като горещ и последователен поддръжник на независимостта на Чечня от Руската Федерация.

- През 1992 г. оглавява делегация на парламента на Ичкерия за переговори с делегия на Върховния съвета на РСФСР.

- През април 1993 г. подкрепя решението на президента Джохар Дудаев за разпускане на парламента и конституционния съд на Чеченска Република Ичкерия, както и градския съвет на Грозни.

- От 17 април 1993 г., с указ на Дудаев е назначен за Вицепрезидент на Ичкерия, занимаа се основно с идеологическите въпроси. В должността на вицепрезидент посещава официално Литва и Грузия.

- На 1 октомври 1993 г. срещу него е извършено покушение. При напускане на жилището му и качването в чакащия го автомобил, неизвестни лица изстрелват срещу тях две ракети от РПГ. Яндарбиев и охраната му не са наранени.

- По време на Първата чеченска война взема участие в бойните действия на страната на сепаратистите. В средата на януари 1995 г. ръководи отбраната на централната част на Грозни.

- На 22 април 1996 г., като изпълняващ длъжността вицепрезидент на Чеченската Република Ичкерия, и във връзка с гибелта на президента Джохар Дудаев, става изпълняващ длъжността президент и върховен главнокомандващ въоръжените сили на ЧРИ.

- На 28 май 1996 г. оглавява чеченската делегация на преговори в Москва (от руска страна делегацията се води от Борис Елцин). В резултат на тези преговори е подписано съглашение „За прекратяване на бойните действия в Чечня до 1 юни“ (скоро съглашението е нарушено и от двете страни).

- В началото на август 1996 г., под политическото ръководство на Яндарбиев, бойни групи осъществяват щурм срещу Грозни. На 16 август Яндарбиев и секретаря на Съвета за безопасност на РФ – генерал Александър Лебед, обявяват създаването на наблюдателна комисия за контрол над изпълнението на условията по прекратяване на бойните действия.

- 3 октомври 1996 г. Оглавява чеченска делегация на извънредните преговори в Москва (от руска страна ръководител е Виктор Черномирдин).

- След като през 1997 г. за президент на ЧРИ е избран Аслан Масхадов, лобира за създаване на национал-радикално крило на опозицията, което е оглавено от Салман Радуев. По-късно поддържа и опозиционния „Съвет на командващите“, създаден от Шамил Басаев и негови привърженици. Критикува Масхадов за мекото му отношение към Русия и нежеланието му в Чечня да се въведе шариат.

- Счита се, че е едни от идеологозите на нахлуването на ислямски бойци в Дагестан, през август 1999 година. През октомври същата година е назначен от Масхадов за негов личен посланик и пълномощен представител на Ичкерия в мюсюлманските страни.

- През януари 2000 г., дополнително е назначен за представител на ЧРИ в Афганистан. Съумява да договори с лидерите на движението на Талибаните, признаването на суверенитета на ЧРИ, от страна на Афганистан[2].

- За кратко живее в ОАЕ, но по-голяма част от времето си прекарва в страните от Близкия изток, търсейки политическо признание и подкрепа за чечнските сепаратисти.

- На 9 октомври 2001 г. е обявен за международно издирване от Интерпол, наред с други сепаратисти: Аслан Масхадов, Ахмед Закаев, Ходж-Ахмед Нухаев.

- На 31 октомври 2002 г. срещу Яндарбиев е повдигнато обвинение: участие във въоръжен метеж, участие в незаконни въоръжени формирования и покушение над живота на сътрудници от правоохранителните органи.

- 11 ноември 2002 г. Подава оставка от всички официални постове които заема до този момент, във връзка с несагласи за водената политика от ръководството на ЧРИ (в частност, заради осъждането на извършения Терористичен акт на Дубровка от 23-26 октомври 2002 година, изказано от Масхадов).

- От 2003 г. постоянно живее в Катар, където е обявен за личен гост на емира.

## Гибел
На 13 февруари 2004 година Зелимхан Яндарбиев е убит в Доха, Катар в резултат на взривяване на автомобила му, когато се връща към дома си след петъчна молитва. Взривното устройство било заложено под пода на личния му джип. При взрива заедно с Яндарбиев в салона на машината е и неговият 13-годишен син Дауд (тежко ранен) и двама охранители.
За атентата са арестувани, а по-късно осъдени на доживотен затвор, двама сътрудници на руското посолство – Анатолий Белашков и Василий Богачов (по всяка вероятност измислени имена). Руското Външно министерство обаче успява да договори прехвърлянето им в Русия за излежаване на присъдите. На летището те са посрещнати с военни почести. Сегашното им местонахождение е неизвестно.